# Metisinae
De Metisinae zijn een onderfamilie van vlinders uit de familie van de zakjesdragers (Psychidae).

## Geslachten
- Metisa Walker, 1855
- Brachycyttarus Hampson, 1893
- Pteroma Hampson, 1893